# Miranda Raison
Miranda Caroline Raison (Burnham Thorpe, 18 novembre 1977) è un'attrice britannica.

## Biografia
Miranda Raison è nata a Burnham Thorpe, nella contea di Norfolk, dall'ex-anchorwoman di Anglia News Caroline Raison (nata Harvey) e Nick Raison, un apprezzato pianista di musica jazz. I genitori della Raison hanno divorziato quando lei aveva sei anni.
Da giovane ha frequentato cinque collegi, tra cui la prestigiosa Gresham's School, il Felixstowe College e la Stowe School, le cui rette sono state tutte pagate dal nonno paterno, l'ex-giocatore di cricket Max Raison.
Al Felixstowe College, dove si è trasferita dopo aver subito atti di bullismo nella scuola precedente, ha sviluppato un particolare interesse per la recitazione. In seguito ha studiato alla Webber Douglas Academy of Dramatic Art.

## Carriera

### Teatro

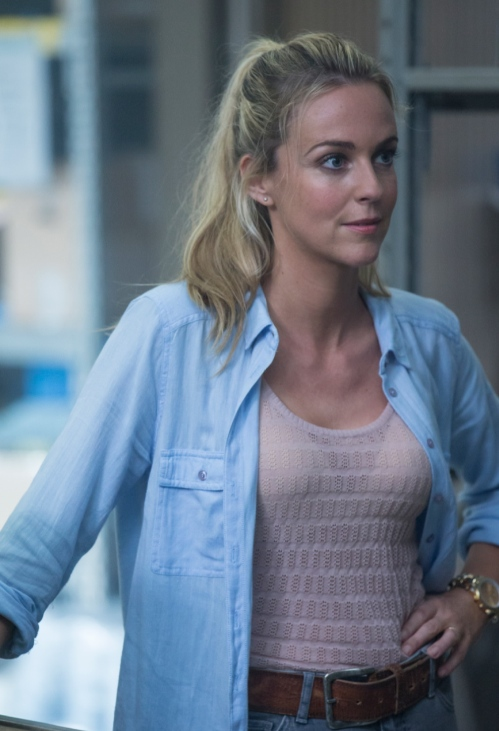
Miranda Raison sul set nel dicembre 2014

Nel 1999, a ventidue anni, ha interpretato il ruolo di June Stanley nella commedia The Man Who Came to Dinner di George S. Kaufman e Moss Hart. L'anno successivo ha interpretato il personaggio di Desdemona nell'Otello di William Shakespeare al Theatre Royal di York.
Dal 27 febbraio al 7 aprile 2001 ha recitato nel ruolo di Davina nella farsa Don't Just Lie There, Say Something!  di Michael Pertwee (originariamente intitolata Whitehall Farce ) al The Mill di Sonning.
Nel 2002 e 2003 ha interpretato il ruolo della donna di cui Ben-Hur s'innamora in una produzione minimalista dell'omonima opera teatrale al Battersea Arts Center. Sempre nel 2003, è apparsa in Pains of Youth, nuovamente al Battersea Arts Center, interpretando il ruolo di Desiree, una donna bisessuale ossessionata dalla morte. Lyn Gardner di The Guardian ha descritto la sua performance con le parole: "Il desiderio di morte di Desiree sembra tragico, piuttosto che semplicemente sciocco".
Nel 2010 ha interpretato il ruolo del protagonista in Anne Boleyn, un dramma di Howard Brenton, che era stato anche coinvolto nelle sceneggiature di Spooks della BBC, in cui la Raison è apparsa per 5 stagioni. L'opera teatrale è stata presentata in anteprima allo Shakespeare's Globe il 24 luglio, ottenendo ottime recensioni da parte della critica. Nella stessa stagione teatrale, Raison ha anche interpretato il personaggio di Anna Bolena nel dramma storico Enrico VIII di William Shakespeare.
Nel 2011 è apparsa nel ruolo di Ann in Oliver Lewis di Jack Thorne, una parte della serie di opere teatrali 66 Books messe in scena al Bush Theatre di Londra.
Nei mesi di giugno e luglio 2012 è apparsa nella produzione de I fisici (Die Physiker) al Donmar Warehouse, interpretando i ruoli di Lina Rose, l'ex moglie del personaggio principale, e di Monika Settler, l'infermiera del protagonista. Da ottobre dello stesso anno, Raison ha recitato in The River di Jez Butterworth al Royal Court Theatre, insieme a Dominic West. Anche in questo caso le recensioni della critica sono state favorevoli, facendo segnare ottimi incassi allo spettacolo.
Nel 2013 e 2014 ha interpretato Anne Faulkner nella versione teatrale di Strangers on a Train, scritto da Craig Warner, al Gielgud Theatre. Lo spettacolo appartiene al genere thriller ed è stato prodotto dalla statunitense Barbara Broccoli.

Nei mesi di gennaio e febbraio 2015 ha recitato al fianco di Shaun Evans in Hello/Goodbye all'Hampstead Theatre di Londra, mentre ad agosto dello stesso anno è entrata a far parte della Kenneth Branagh Theatre Company e ha recitato in Il racconto d'inverno e Harlequinade, entrambi in scena al Garrick Theatre da ottobre 2015 a gennaio 2016. Raison ha interpretato la moglie del personaggio di Kenneth Branagh in entrambe le opere. In seguito ha dichiarato che l'esperienza le è piaciuta ed è stata grata per averne avuto l'opportunità, dato che in precedenza aveva fatto una brutta audizione con Branagh per Macbeth nel 2011. Inoltre, ha affermato di aver imparato molto dall'attrice Judi Dench, anche lei nel cast.

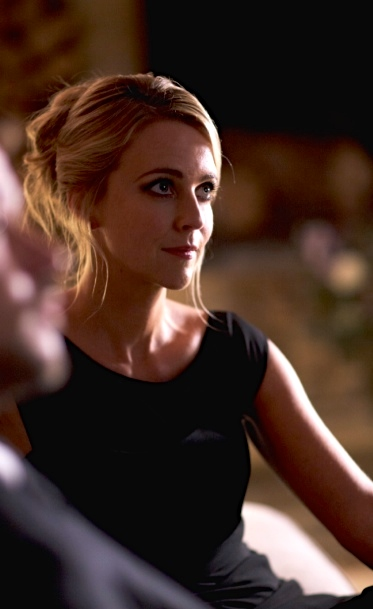
Miranda Raison nel novembre 2014

### Cinema e televisione

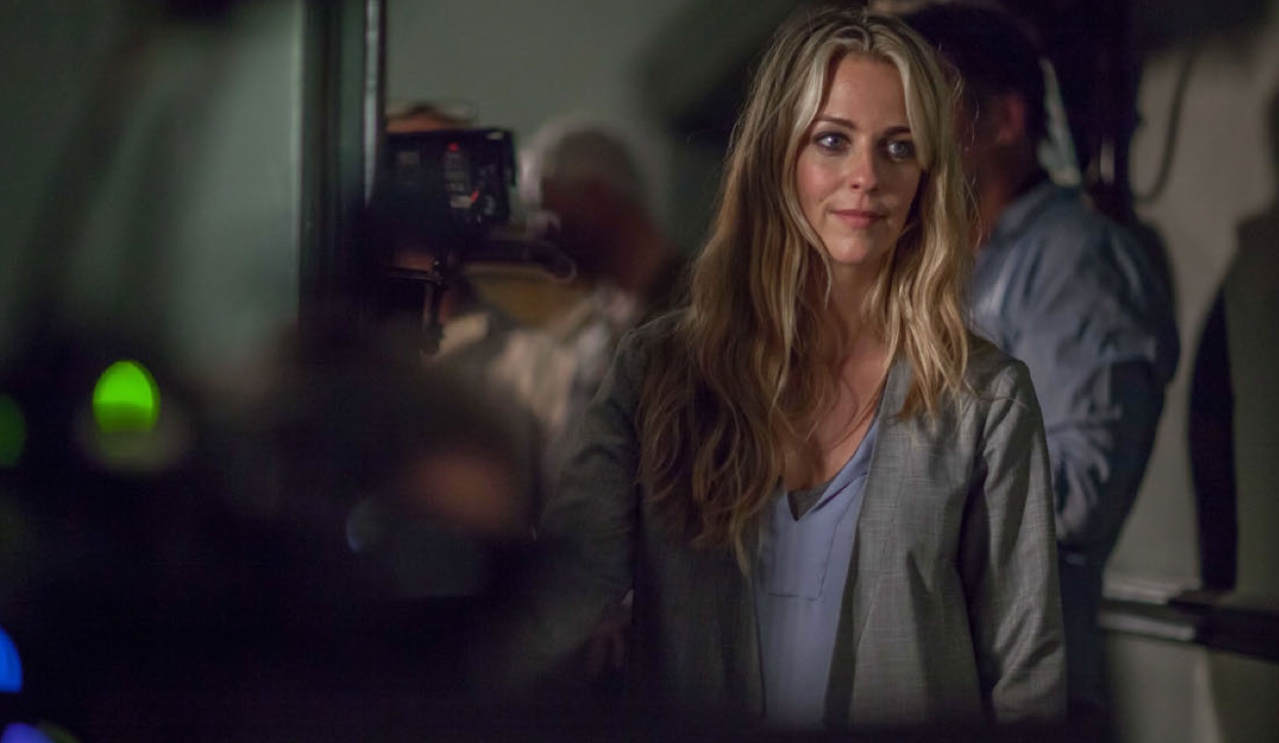
Miranda Raison sul set nel gennaio 2015

Nel 1999 la Raison ha ottenuto il primo ruolo in un film per la televisione, interpretando Marianne Faithfull in Suzy Q al fianco di Carice Van Houten.
Nel 2004 è stata scelta per interpretare Heather nel film Match Point, la prima pellicola del celebre comico e regista Woody Allen girata a Londra.
Nel 2005 è apparsa in Deuce Bigalow - Puttano in saldo di Mike Bigelow, di cui ha commentato: "Potrebbe anche essere stato il film di Lars von Trier più brutale. Un'altra attrice e io, in realtà, abbiamo passato un'intera notte a piangere". Ha definito quindi l'esperienza come "deplorevole dall'inizio alla fine" e un "momento orribile, un grande errore di giudizio da parte mia".
In televisione, il ruolo decisivo della Raison è stato quello di Jo Portman nella serie televisiva della BBC One Spooks, trasmessa anche con il titolo MI-5, mantenuto per cinque stagioni. Ha recitato nei panni dell'agente-giornalista dal 2005 al 2009, anno in cui ha chiesto alla società di produzione di potersi allontanare dalla serie, poiché sentiva che il suo personaggio non poteva svilupparsi ulteriormente e voleva, invece, dare un seguito alle proprie esperienze in teatro.
Nell'aprile 2007 è apparsa negli episodi "Daleks in Manhattan" e "Evolution of the Daleks" della longeva serie Doctor Who, nei panni di Tallulah, una show girl la cui scena di apertura prevedeva il canto di un numero musicale, per il quale il padre, Nick Raison, ha suonato il pianoforte come parte del BBC National Orchestra del Galles.
Nel 2009 è apparsa nello spettacolo Plus One; originariamente aveva avuto un ruolo nel pilot di Comedy Showcase nel 2007, dove indossava un costume per apparire grassa.
Nel 2010, dopo aver lasciato Spooks, ha interpretato il ruolo di una modella chiamata Abbey nella commedia drammatica Married Single Other della ITV1.
Nel 2011 ha avuto un piccolo ruolo in Marilyn di Simon Curtis e ha espresso, in seguito, il piacere di poter lavorare con un grande talento britannico, oltre al suo fascino per la figura di Marilyn Monroe.
Nel 2012 ha interpretato Georgina Dixon nella seconda stagione di Vexed, trasmessa su BBC2.
Nel 2013 ha interpretato Harriet Hammond nella terza stagione del dramma legale Silk della BBC, condividendo la scena con il suo ex co-protagonista di Spooks, Rupert Penry-Jones.
Nel 2014 ha avuto un piccolo ruolo in I Am Soldier di Ronnie Thompson, interpretando Stella, l'interrogatrice durante l'addestramento del protagonista. Nel luglio dello stesso anno è stata annunciata come nuovo membro del cast di Spotless, un dramma di 10 episodi di un'ora ciascuno, prodotto da Canal+.
Nel 2018 Raison ha ripreso il ruolo di Sylvie in sei episodi di Dark Heart ed ha interpretato la xenobiologa Tessia in sei episodi di Nightflyers.
Nel maggio 2019 è stato annunciato che la Raison si sarebbe unita al cast principale della serie televisiva Warrior per la seconda stagione.
Nel 2020 è apparsa nel film Artemis Fowl di Kenneth Branagh, interpretando il personaggio di Angeline Fowl.
Nel settembre 2021 viene annunciata la sua presenza nel cast della prima stagione de Le indagini di Sister Boniface con il ruolo di Ruth Penny, uno dei personaggi principali.
Nell'estate 2022 la Raison ha ripreso il ruolo di Nellie Davenport, come parte del cast principale della terza stagione di Warrior.

## Altri lavori
Nel 2005 Raison è apparsa nella prima stagione della commedia radiofonica della BBC Deep Trouble, nel ruolo del sottufficiale Lucy Radcliffe.
Nel corso della sua carriera ha doppiato diversi personaggi di videogiochi, tra cui Cassandra Pentaghast nella serie Dragon Age, che le ha fatto vincere il BTVA Video Game Voice Acting Award come "Best Vocal Ensemble in a Video Game" nel 2015. Ha doppiato anche il tenente Sandra Lansing in Apache: Air Assault e Natasha in Renegade Ops.
La casa di sviluppo canadese BioWare, inoltre, l'ha assunta per fornire diverse voci in Mass Effect: Andromeda (2017). Tra gli altri, ha doppiato tre personaggi in The Secret World e ha prestato la voce per Dreamfall Chapters e Blades of Time.
Raison ha anche doppiato diversi audiolibri di Doctor Who per la Big Finish Productions, tra cui The Davros Mission e The Wreck of the Titan, oltre ad interpretare Constance Clarke, una compagna abituale del Sesto Dottore. Ha interpretato anche delle voci aggiuntive in altre produzioni audio di Big Finish, tra cui diverse storie di Doctor Who e Agente speciale.
Nel 2013 è entrata a far parte del cast della serie di animazione digitale Il trenino Thomas e ha dato la voce al personaggio di Millie nel Regno Unito e negli Stati Uniti.
Da luglio 2017 è la narratrice del documentario Hospital in onda sul canale BBC2.

## Vita privata
Raison gioca a golf ed è membro dell'Aldeburgh Golf Club.
Nel novembre 2009, mentre era separata dal suo primo marito, Raza Jaffrey, ha iniziato una relazione con il collega attore Ralf Little, che si è poi conclusa nel febbraio 2013. Si è risposata nel 2017 con Christopher Mollard e nello stesso anno la coppia ha avuto una figlia.
Ha smesso di bere alcolici per motivi di salute. Parla fluentemente il francese e conosce l'italiano e lo spagnolo.
Raison è lontanamente imparentata con l'attore Jack Huston, mentre suo cugino, Paul Raison, è stato presidente della celebre casa d'aste Christie's.

## Filmografia

### Cinema
- Match Point, regia di Woody Allen (2005)
- Deuce Bigalow - Puttano in saldo (Deuce Bigalow: European Gigolo), regia di Mike Bigelow (2005)
- Land of the Blind, regia di Robert Edwards (2006)
- Marilyn, regia di Simon Curtis (2011)
- I Am Soldier, regia di Ronnie Thompson (2014)
- AfterDeath, regia di Gez Medinger e Robin Schmidt (2015)
- Ogni tuo respiro (Breathe), regia di Andy Serkis (2017)
- Assassinio sull'Orient Express (Murder on the Orient Express), regia di Kenneth Branagh (2017)
- Widow's Walk, regia di Alexandra Boyd (2019)
- Artemis Fowl, regia di Kenneth Branagh (2020)

### Televisione
- Suzy Q, regia di Martin Koolhoven – film TV (1999)
- Heartbeat – serie TV, episodi 9x09-13x17 (1999-2004)
- Sunburn – serie TV, episodio 2x03 (2000)
- Perfect Strangers – serie TV, episodi 1x01-1x02-1x03 (2001)
- Dark Realm – serie TV, episodio 1x01 (2001)
- Valle di luna (Emmerdale) – serial TV, puntate 1x2839-1x3477 (2001-2003)
- The Inspector Lynley Mysteries – serie TV, episodio 1x04 (2002)
- Holby City – serie TV, episodio 5x15 (2003)
- The Private Life of Samuel Pepys, regia di Oliver Parker – film TV (2003)
- Coming Up – serie TV, episodio 3x02 (2005)
- Spooks – serie TV, 37 episodi (2005-2009)
- Nostradamus, regia di Bryn Higgins – film TV (2006)
- Doctor Who – serie TV, episodi 3x04-3x05 (2007)
- Comedy Showcase – serie TV, episodio 1x03 (2007)
- Poirot – serie TV, episodio 11x02 (2008)
- Plus One – serie TV, 5 episodi (2009)
- Married Single Other – serie TV, 6 episodi (2010)
- Sugartown – serie TV, episodi 1x01-1x02-1x03 (2011)
- Delitti in Paradiso (Death in Paradise) – serie TV, episodio 1x04 (2011)
- Merlin – serie TV, episodi 4x12-4x13 (2011)
- Dirk Gently – serie TV, episodio 1x01 (2011)
- Vexed – serie TV, 6 episodi (2012)
- Sinbad – serie TV, episodio 1x11 (2012)
- Henry VIII at Shakespeare's Globe, regia di Mark Rosenblatt – film TV (2012)
- Jo – serie TV, episodio 1x03 (2013)
- Lewis – serie TV, episodi 7x05-7x06 (2013)
- Il trenino Thomas (Thomas the Tank Engine & Friends) – serie animata, 11 episodi (2013-2019) - voce
- Silk – serie TV, 6 episodi (2014)
- 24: Live Another Day – miniserie TV, 6 puntate (2014)
- Spotless – serie TV, 10 episodi (2015)
- Scomparsa nel nulla, regia di Tamar Halpern – film TV (2017)
- Thomas & Friends: Clips – serie animata, episodi 1x161-1x186-1x187 (2017-2018)
- Dark Heart – serie TV, 6 episodi (2018)
- Nightflyers – serie TV, 6 episodi (2018)
- The Best of Thomas & Friends Clips – serie TV, 14 episodi (2018-2020)
- Thomas & Friends Storytime – serie animata, episodio 1x11 (2020)
- Warrior – serie TV, 14 episodi (2020-2023)
- Le indagini di Sister Boniface (Sister Boniface Mysteries) – serie TV, 12 episodi (2022-2024)

### Cortometraggi
- The Deal, regia di Jimmy Weedon (2004)
- Exit Strategy, regia di Fred Casella (2008)
- Heavenscent, regia di Fred Casella (2008) (solo voce)
- Yussef Is Complicated, regia di Vaughn Stein (2015)

## Doppiaggio

### Videogiochi
- Apache: Air Assault (2010)
- Dragon Age II (2011)
- Renegade Ops (2011)
- Blades of Time (2012)
- The Secret World (2012)
- Dreamfall Chapters (2014)
- Dragon Age: Inquisition (2014)
- Dragon Age: Inquisition - Trespasser (2015)
- Mass Effect: Andromeda (2017)
- Anthem (2019)
- Elden Ring (2022)

### Cartoni animati
- Il trenino Thomas, serie televisiva – stagioni 17-24 (2013-2021)
- Dragon Age: Absolution, regia di Bae Ki-Yong, Cassandra Pentaghast (2022)

## Teatrografia
- The Man Who Came to Dinner, di Moss Hart and George S. Kaufman, regia di Joe Dowling. Chichester Festival Theatre di Chichester (11 agosto – 9 ottobre 1999)
- Otello, di William Shakespeare, regia di Damian Cruden. Theatre Royal di York (8 marzo – 1 aprile 2000)
- Don't Just Lie There, Say Something! di Michael Pertwee, regia di Leslie Lawton. The Mill di Sonning (27 febbraio – 7 aprile 2001)
- I rivali, di Richard B. Sheridan regia di Tim Luscombe. The Salisbury Playhouse di Salisbury (2001)[57][58]
- Ben-Hur, di Carl Heap e Tom Morris, regia di Carl Heap. Battersea Arts Center di Battersea (2002 – 2003)
- Pains of Youth, di Ferdinand Bruckner, regia di Katie Reid. Battersea Arts Center di Battersea (2003)
- Anne Boleyn, di Howard Brenton, regia di John Dove. Shakespeare's Globe di Londra (2010)
- Enrico VIII, di William Shakespeare, regia di Mark Rosenblatt. Shakespeare’s Globe di Londra (15 maggio – 21 agosto 2010)
- 66 Books: a Response to Daniel (Oliver Lewis), di Jack Thorne, regia di Joe Murphy. Bush Theatre di Londra. (2011)
- I fisici, di Josie Rourke (testo originale di Friedrich Dürrenmatt), regia di Joe Murphy. Donmar Warehouse di Londra. (giugno – luglio 2012)
- The River, di Jez Butterworth, regia di Ian Rickson. Royal Court Theatre di Londra (da ottobre 2012)
- Strangers on a Train, di Craig Warner, regia di Robert Allan Ackerman. Gielgud Theatre di Londra (2013 – 2014)
- Hello/Goodbye, di Peter Souter, regia di Tamara Harvey. Hampstead Theatre di Londra (gennaio – febbraio 2015)
- Harlequinade, di Terence Rattigan, regia di Rob Ashford e Kenneth Branagh. Garrick Theatre di Londra (24 ottobre 2015 – 13 gennaio 2016)
- Il racconto d'inverno, di William Shakespeare, regia di Rob Ashford e Kenneth Branagh. Garrick Theatre di Londra (17 ottobre 2015 – 16 gennaio 2016)

## Doppiatrici italiane
Nelle versioni in italiano delle opere in cui ha recitato, Miranda Raison è stata doppiata da:
- Ilaria Latini in Ogni tuo respiro, Le indagini di Sister Boniface
- Barbara De Bortoli in Spooks, Warrior
- Laura Lenghi in Merlin